# Christiaan Lodewijk Schuller tot Peursum
Christiaan Lodewijk Schuller tot Peursum (Utrecht, 25 november 1877– Alkmaar 15 januari 1923) was een Nederlands ingenieur die zijn gehele carrière werkzaam was bij Rijkswaterstaat. Hij was onder meer hoofd van het Bureau Aanleg Wilhelminakanaal. 

## Familie
Schuller tot Peursum was het enige kind van Joost Schuller tot Peursum (1853–1886) en Antoinette de Normandie s'Jacob (1854–1923). Schullers vader overleed in 1886 en zijn moeder hertrouwde drie jaar later met Willem Pop (1858–1931). Dit huwelijk bleef kinderloos. Op 20 oktober 1908 trouwde Schuller met Clara Macpherson (1882–1949) met wie hij twee kinderen kreeg, Joost (1910) en Antoinette (1917).

## Loopbaan
Schuller behaalde in 1898 het diploma civiel ingenieur aan de Polytechnische School te Delft, de voorloper van de TU Delft. Hij werd aangenomen door Rijkswaterstaat en werd geplaatst bij de Algemene Dienst te Den Haag als tijdelijk adjunct-ingenieur. Zijn eerste opdrachten betroffen het maken van rivierkaarten. Hij slaagde voor het vergelijkend waterstaatsexamen dat Rijkswaterstaat in die tijd afnam en kreeg daarna op 1 november 1900 een vaste aanstelling als adspirant-ingenieur. Schuller werd toegevoegd aan inspecteur ir. C.F.M.H. Schnebbelie om ervaring op te doen in de administratieve aangelegenheden van het werk bij Rijkswaterstaat.
Op 1 december 1903 werd Schuller – enkele maanden na zijn bevordering tot ingenieur – overgeplaatst naar het arrondissement Breda waar hij werd belast met het ontwerpen en daarna uitvoeren van waterbouwkundige werken. Zo kreeg hij onder meer de opdracht voor het vernieuwen van een beweegbare brug over de Dintel bij Stampersgat, voor het maken van een keersluis bij 's-Gravenmoerse Vaart en het verhogen van de kaden aan de Donge. Ook was hij betrokken bij de opening van de Maasmond in 1904.
Rijkswaterstaat opende op 1 januari 1906 het Bureau Aanleg Wilhelminakanaal in Tilburg en benoemde Schuller tot bureauhoofd. Hij rapporteerde in die functie aanvankelijk aan de hoofdinspecteurs van de arrondissementen Breda en 's-Hertogenbosch, en vanaf 1915 rechtstreeks aan de hoofdingenieur-directeur van Rijkswaterstaat. 
In zij nieuwe functie werd Schuller verantwoordelijk voor het maken van de bouwtekeningen en het opstellen van de bestekken voor het uitgraven van het Wilhelminakanaal met daarin grondduikers, sluizen en bruggen, alsook voor beschoeiingen, dijken, bermsloten, meerpalen, remmingwerken, landhoofden en gebouwen. Ook was hij verantwoordelijk voor het toezicht op de werkzaamheden bij de aanleg. Elke maand liet hij zich gedetailleerd informeren over onder meer het verrichte werk, welk werk was uitgezet en welke aannemer de projecten had aangenomen.
Schuller oriënteerde zich bij de aanleg van het Wilhelminakanaal op nieuwe technologieën. Zijn belangstelling ging daarbij uit naar elektriciteit als energiebron en gewapend beton als bouwmateriaal, twee innovaties die in de tweede helft van de negentiende eeuw geïntroduceerd waren en begin twintigste eeuw een stormachtige groei doormaakten. In 1908 maakte hij een 14-daagse reis naar Duitsland waar hij zich liet voorlichten over het ontwerp en de aanleg van het Oder-Spreekanaal uit 1891, het Dortmund-Eemskanaal uit 1899 en het Teltowkanaal uit 1906.
Schuller werd door de leiding van Rijkswaterstaat gezien als iemand die de potentie had om hoofdingenieur-directeur van Rijkswaterstaat te worden. Daartoe was echter ervaring als arrondissement-ingenieur nodig en Schuller werd dringend uitgenodigd om toe te stemmen in een overplaatsing naar het arrondissement Alkmaar. Hij aanvaardde die positie per 1 augustus 1919, enkele maanden nadat de opening van het eerste deel van het Wilhelminakanaal – van de Amer tot Tilburg – feestelijk gevierd was. 
In Alkmaar, waar hij met ingang van 1 januari bevorderd werd tot hoofingenieur, was Schuller onder meer verantwoordelijk voor de waterstaatswerken aan de Noordzeekust. Op 15 januari 1923 overleed hij op weg naar huis op het station van Alkmaar aan een hartstilstand.